# Dinamo (De Warande)
Dinamo is een educatieve vrijwilligersorganisatie in de Vlaamse stad Turnhout die deel uitmaakt van cultuurhuis de Warande en daarin een aparte ontstaansgeschiedenis heeft.
De organisatie is gericht op vorming aan volwassenen en werd opgericht in 1983 door Vlaams cultuurpromotor Eric Antonis. Kunst en cultuur, geschiedenis, de actualiteit en allerlei workshops vormen de basis van het aanbod.

## Ontstaansgeschiedenis
Als gevolg van de oliecrisis van 1979 heerste in de jaren 1980 een globale economische crisis. Ook in de Kempen was de impact van de crisis duidelijk zichtbaar. In die tijd moesten werklozen voor iedere dag van werkloosheid, een werkloosheidsdocument laten afstempelen op een daarvoor bestemde, vaste locatie. In Turnhout verliep dat in de wandelgangen van cultuurhuis de Warande. Naarmate de werkloosheid groeide werd de inkomhal bevolkt met stempelaars steeds drukker. 
Het toenmalige bestuur van de Warande kwam op het idee om overdag educatieve opleidingen te organiseren, voor de vele werklozen die er dagelijks passeerden. Onder hen waren ook hoger opgeleiden met veel kennis en expertise. Zij waren de eerste vrijwilligers die er les gingen geven. Het initiatief werd dan 'DINAMO' gedoopt wat staat voor 'Doeltreffende Initiatieven Naar Andere Mogelijkheden Overdag'.

## Latere werking
Lokale werklozen vormen niet langer de belangrijkste doelgroep. De basis van geïnteresseerde vrijwilligers en cursisten, heeft zich doorheen de jaren verruimd. Veel van de vrijwilligers en deelnemers aan de cursussen zijn nu met pensioen of prepensioen en daarnaast bereikt Dinamo ook mensen die langdurig afwezig zijn van hun werk, bijvoorbeeld door een burn-out.   
Anno 2024 telt Dinamo 250 vrijwilligers, die 400 activiteiten met 2600 deelnemers begeleiden.

## Bedreiging
Op 9 april 2020 werd bekend dat minister van cultuur Jan Jambon (NVA) essentiële subsidies aan Dinamo meteen wilde afschaffen. Op 30 april 2020 raakte dan weer bekend dat de minister, bewogen door 'gelobby' vanuit het Turnhoutse stadsbestuur, terug was gekomen op deze beslissing.